# Giuseppe Astarita

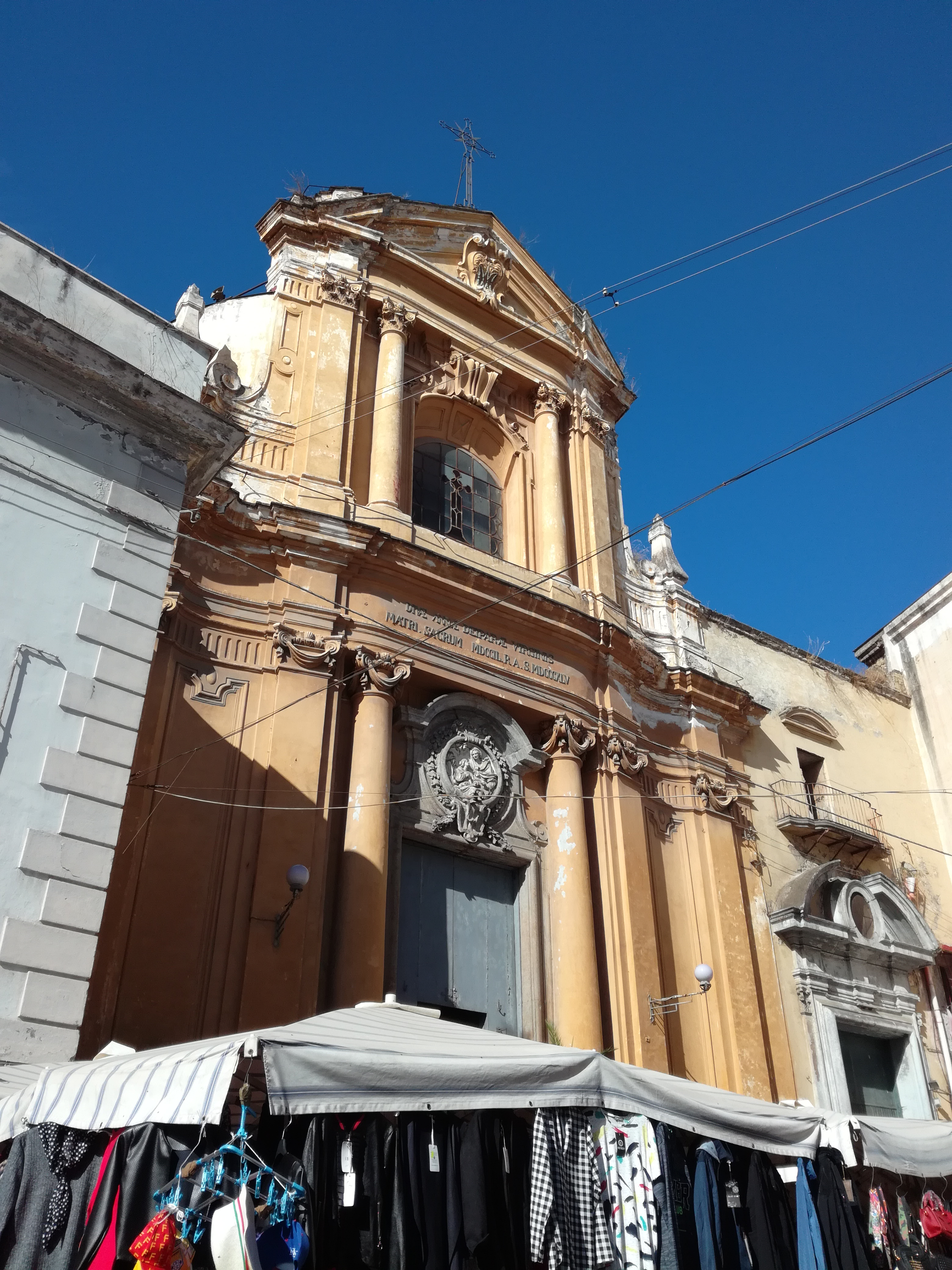
La principale opera di Astarita: Chiesa di Sant'Anna a Capuana

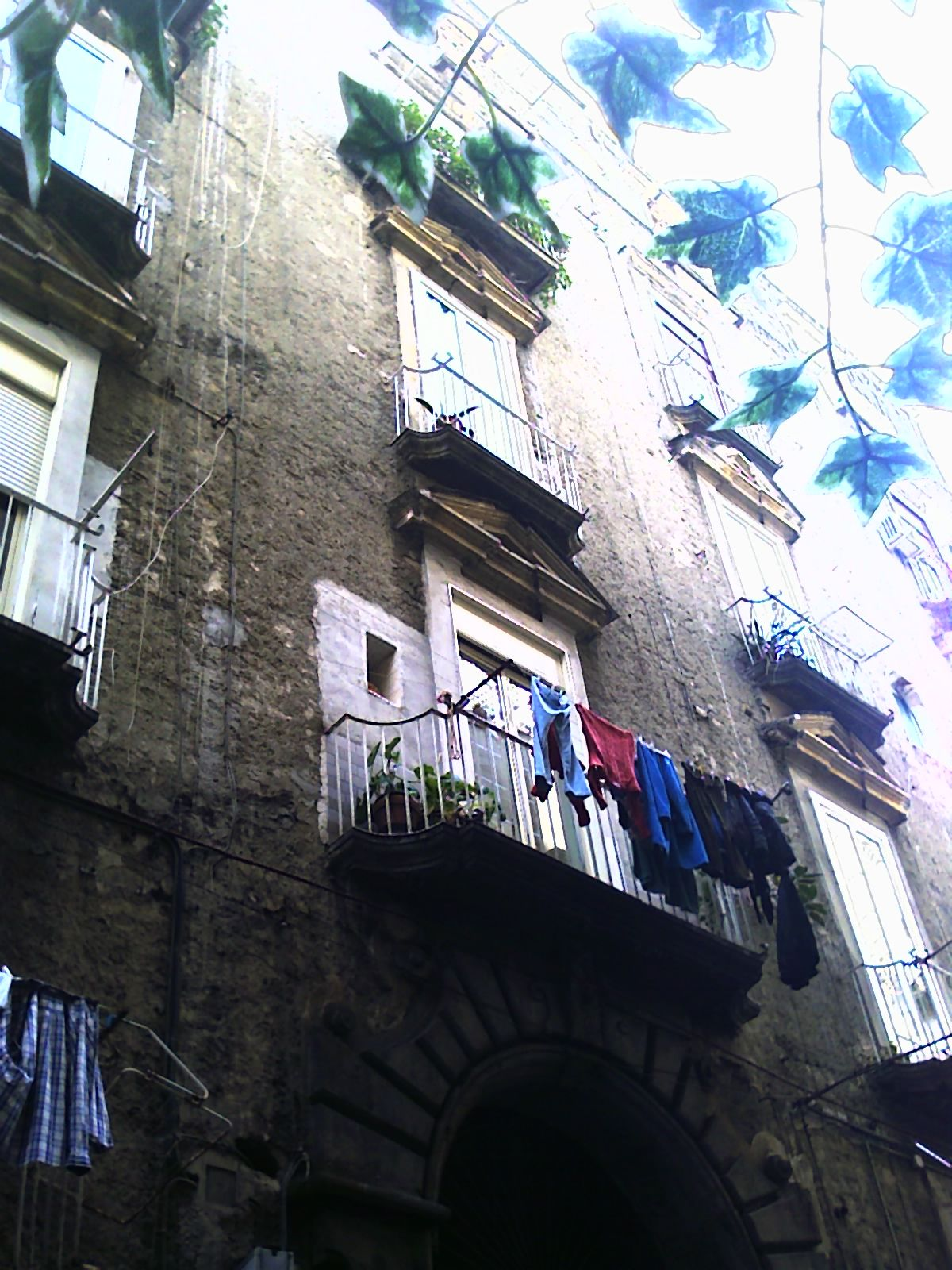
Facciata del palazzo in via Materdei n. 20

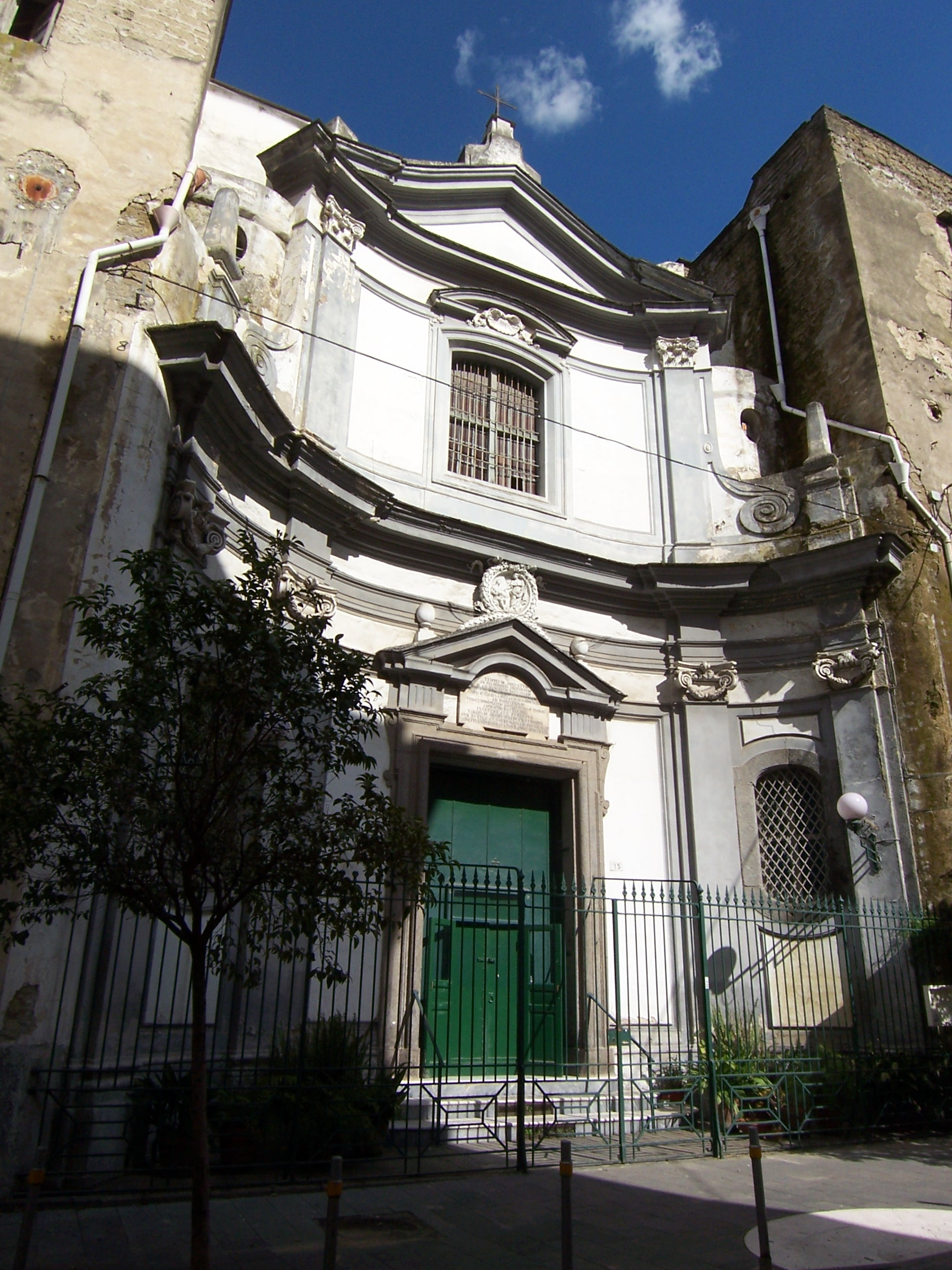
Chiesa di San Raffaele a Materdei

Giuseppe Astarita (Napoli, 1707 – Napoli, 22 ottobre 1775) è stato un architetto e ingegnere italiano, noto come uno dei protagonisti dell'architettura tardobarocca e rococò a Napoli e nel Regno delle Due Sicilie. Astarita viveva in un edificio di proprietà degli agostiniani di Sant'Agostino degli Scalzi in Salita San Raffaele.

## Biografia
Allievo di Domenico Antonio Vaccaro, che conobbe lavorando nella bottega del padre, il marmorario Domenico Astarita, Giuseppe fu pure collaboratore di Ferdinando Sanfelice e acquisì pratica anche leggendo i trattati di geometria e architettura di Guarino Guarini.
La sua attività iniziò intorno agli anni trenta del XVIII secolo, in questo periodo fu attivo in alcuni centri della Capitanata, in Puglia, dopo i notevoli e numerosi danni provocati dal terremoto del 1731. Infatti dopo sette anni dalla catastrofe, le Benedettine di San Severo, commissionarono al giovane architetto napoletano la ricostruzione della chiesa di San Lorenzo delle Benedettine nella loro città (la chiesa, peraltro, fu costruita entro il 1782 con le rilevanti modifiche apportate al progetto da Ambrosio Piazza). In quegli anni in Capitanata erano attivi vari architetti napoletani, tra cui Nicola Tagliacozzi Canale, Casimiro Vetromile, Nicola Carletti, Giuseppe Stendardo, Giuseppe Pollio, Francesco Stoppa e Gioacchino Magliano.
Il 28 aprile 1745 fu eletto ingegnere della regia corte (o ingegnere camerale). Questa prestigiosa carica gli fruttò notevoli incarichi tecnici, perizie e pareri, e incarichi progettuali e di assistenza rilevanti in tutto il regno. Fin dal 1741 lavora nella chiesa di San Pietro Martire. Tre anni dopo Astarita riceve il prestigioso incarico di riedificare interamente la chiesa di Sant'Anna a Capuana. La chiesa è un vero gioiello dell'architettura tardo barocca: il tema della planimetria e il tema della facciata risultano completamente indipendenti. La planimetria è composta dall'assemblamento di quattro cellule di differente forma: la prima è un ovale dove sono racchiuse le cappelle e risulta essere la navata; il secondo è un rettangolo che ha la funzione di transetto; un secondo rettangolo ha funzione di presbiterio e un semicerchio ha funzione di abside.
A metà decennio realizzò la Chiesa di San Raffaele e fu attivo come ingegnere presso il Palazzo di Sangro di Casacalenda per risolvere l'intricata vicenda tra l'architetto Mario Gioffredo, la committenza e Luigi Vanvitelli; in questo intervento risale anche qualche opera nel palazzo prima del Vanvitelli. Negli stessi anni cinquanta del Settecento lavora per l'ampliamento di Palazzo Serra di Cassano a via Monte di Dio a Napoli, con la ridefinizione della facciata su via Egiziaca, e anche nella villa dello stesso duca a Portici.
A metà del Settecento compaiono nel panorama architettonico napoletano i nomi di Ferdinando Fuga e Luigi Vanvitelli, con il secondo l'Astarita seppe sfruttare alcune soluzioni innovative personalizzandole, senza mai aderire al linguaggio vanvitelliano.
Nel 1751, l'Astarita ebbe un incontro con il Vanvitelli, quest'ultimo fu ospite presso il monastero agostiniano di Sant'Agostino alla Zecca ed ebbe modo di vedere i disegni del coro e dell'abside realizzati dall'agostiniano Giuseppe de Vita. Il parere espresso dal noto architetto fu così distruttivo nei confronti del padre de Vita. Il Vanvitelli fu costretto a presentare un progetto proprio che rompeva la continuità stilistica della navata secentesca; il progetto prevedeva la demolizione di due pilastroni per far più spazio e realizzare il presbiterio e l'abside utilizzando colonne come elemento portante. La soluzione vanvitelliana risultava poco statica per l'eccessivo peso delle coperture in pietra tufacea. Qui entrò in gioco l'ingegnere camerale Astarita dove presentò la sua idea di lasciare la continuità stilistica delle precedenti decorazioni con un impianto innovativo dove la calotta voltata è sostituita dalla cupola, come oggi vediamo.
Dagli anni cinquanta fu attivo a Giugliano in Campania, presso la chiesa dell'Annunziata, il cui cantiere passò nel 1763 all'architetto Gaetano Barba e presso la chiesa della Purità. In questi anni fu attivo anche a Sessa Aurunca nella realizzazione della chiesa di Sant'Eustachio (detta dell'Annunziata) e della chiesa dei Cappuccini.
Nel 1757, la Camera della Sommaria affidò all'Astarita l'esame del progetto della chiesa di Santa Maria delle Grazie di Melito di Napoli, redatto da Nicola Carletti. L'Astarita commentò bene il progetto, ma giudicò male il preventivo. Il Carletti fu esonerato e l'Astarita ricevette l'incarico di progettarla e ricostruirla. Nel medesimo anno fece parte della commissione istituita dopo l'incendio avvenuto tra il 24 e il 25 gennaio che distrusse la Basilica della Santissima Annunziata Maggiore a Napoli: alla commissione l'Astarita, il Pollio e il Gioffredo proposero un restauro dell'edificio; il Fuga, il Tagliacozzi Canale, Costantino Manni e il Vanvitelli proposero una riedificazione ex novo della chiesa. Ebbe la meglio il Vanvitelli, ottenendone l'incarico nel 1758.
Negli anni sessanta collaborò con il Vanvitelli, in qualità di ingegnere, alla Real Fabbrica d'Armi di Torre Annunziata per il progetto idrico della fabbrica. Nel 1769 prese parte ad una commissione riguardante su alcune lesioni provocate sulla facciata del Palazzo del Banco, tra i tecnici che furono convocati ci furono Carlo Zoccoli e Bartolomeo Vecchione. E dal 1769 al 1774 prese parte al dibattito sulla cupola della Chiesa del Gesù Nuovo alla quale parteciparono il Vanvitelli, il Gioffredo, Felice Bottiglieri e il Pollio.
Nel 1770 ricevette l'incarico di progettare i cappelloni della chiesa dell'Annunziata di Marcianise, negli stessi anni fu presso la chiesa della Santissima Trinità dei Pellegrini  dopo gli interventi di Giovanni Antonio Medrano, eseguiti tra il 1715 e il 1754, e prima di Carlo Vanvitelli. Nel cantiere Bartolomeo Vecchione e il Bottiglieri comparvero come revisori dei conti. L'ultimo progetto è l'intervento nella facciata della Basilica di San Paolo Maggiore, ed è datato 1773. Realizzò anche un altro palazzo in via Materdei, al civico 20.
L'atto della sua morte è conservato nel libro dei defunti della chiesa parrocchiale della Santissima Annunziata a Fonseca.